# Стравинский, Николай Алексеевич
Николай Алексеевич Стравинский (23 февраля 1986, Ульяновск) — рок-музыкант, композитор, мультиинструменталист, гитарист групп «НАИВ» и Radio Чача, лидер таких групп как Selfieman и Narkomfin. Также выступал в составе группы «Тараканы!», был барабанщиком группы «Ракеты из России», а также вокалистом и гитаристом самарской группы «Фея Драже».

## Биография
Николай Стравинский родился в городе Ульяновск 23 февраля 1986 года. Николай с детства интересовался музыкой, и на пятый день рождения родители подарили ему детский барабан. Сначала Николай учился играть на нём, позже начал изучать игру на гитаре и фортепиано. На его музыкальный вкус повлияла группа The Beatles, которая до сих пор является одной из любимых. Позже родители отдали Николая в музыкальную школу, где он пел в хоре. Далее девять лет занимался в хореографической школе, в которой обучался классическим, народным и эстрадным танцам. Поступил в музыкальное училище, в 18 лет перевелся учиться в Самару. Об Ульяновске остались в основном плохие впечатления.
Окончил музыкальную школу и Самарское музыкальное училище им. Шаталова по классу классической гитары в 2007 году, закончил Самарскую государственную академию культуры и искусств по классу ударных в 2013 году. Пока учился в академии, полтора года работал в симфоническом оркестре театра оперы и балета в группе ударных инструментов. За время работы в театре Николай освоил много перкуссионных инструментов, что в дальнейшем повлияло на музыку во втором альбоме «Феи Драже».

Ещё ходя в детский сад, я представлял, как играю музыку на сцене. Я мог часами колотить по креслу, представляя, что я играю на ударных на большой сцене. Вообще в детстве я много фантазировал, но постепенно фантазии начали становиться реальными.— из интервью порталу OnMusicStage.Com

### «Фея Драже»
Я приезжаю, там ничего не меняется. Открыли Макдоналдс (это самое главное!), wi-fi у людей, Интернет – всё равно, я иду по улице, и мне сзади кто-то кричит: «Пидр» или что-то в этом роде. То есть цивилизация приходит вроде бы в город, а людям она ничего не дает. Как были в каменном веке, так там и находятся – их всё устраивает.
Николай выступал в различных рок группах, но поворотным моментом стало основание группы «Фея Драже», в которую он попал по объявлению о поиске вокалиста. Там же он стал играть на гитаре и писать тексты песен. Первый концерт группы прошёл 25 августа 2005 года, этот день и принято считать днем рождения группы. На тот день название у неё было другое — «Трупы на запчасти». Последующее название коллектива — «Фея Драже» — было взято из балета Чайковского «Щелкунчик» по сказке Эрнста Теодора Амадея Гофмана. На фоне самарских исполнителей группа выделялась высоким качеством звучания и мощной энергетикой, что довольно скоро принесло ей известность и в других городах. Первый альбом записывался в родном городе группы, а сводился в Санкт-Петербурге при помощи звукорежиссёра группы Animal Jazz. Мастерингом занимался Александр Карелин, ранее содрудничавший с группой Jane Air. На запись всех гитар для альбома ушло всего два дня, по 6 часов непрерывной работы в каждый из дней. Каждая песня первого альбома состояла примерно из 150 звуковых дорожек, аналогов такому эксперименту в России ещё не было.

Отечественный альт-рок из Самары настолько высокого качества, что если бы не русскоязычные тексты, пластинку запросто можно было бы принять за неизданный альбом, например, Сержа Танкяна.— Рецензент журнала Rolling Stone Дмитрий Сироткин
 Группа быстро набирала обороты, 30 декабря 2010 выпустила последний альбом «Danse de la Fée Dragée», и участники взяли временный отпуск, а Стравинский переехал жить в Москву.

### «Ракеты из России» и «Тараканы!»
Примерно в то же время Дмитрий Спирин искал человека для своей новой группы. Друзья посоветовали ему Стравинского. Так Николай попал в группу «Ракеты из России», которая специализируется на исполнении каверов на рок хиты. В этом коллективе Николай играет на барабанах и в некоторых песнях поёт. Позже из группы «Тараканы!» уходит гитарист Денис Хромых, и как раз в это время Стравинский переезжает жить в Москву. Спирин позвал его в группу «Тараканы!» на замену ушедшего ритм-гитариста. Изначально, с августа 2011 года, Стравинский входил во временный состав группы «Тараканы!», позже стал постоянным участником коллектива и принял участие в записи альбомов группы под названием «MaximumHappy I», «MaximumHappy II» и «Сила одного» Во время «Балтийского мини-тура» группы «Тараканы!» по Латвии и Эстонии в 2014 году барабанщик группы Сергей Прокофьев не успел получить визу и поэтому, его заменил на концертах Николай Стравинский. В 2017 году Николай покидает группы «Тараканы!» и «Ракеты из России» в связи с перелетом на ПМЖ в Америку. 

Одно из самых важных, пожалуй. Потому что это оказалась колоссальная практика, именно концертная, так как до этого я никогда не выступал так много в живую. С какой-то профессиональной стороны я поднялся на новый уровень, именно как артист на сцене — для меня это был огромный скачок вверх.— ответ на вопрос о значимости группы Тараканы! для Николая из интервью сайту BritishWave.Ru

### Selfieman и другие проекты
В 2009 году группа Animal ДжаZ записывает кавер-версию песни «Круги на воде» группы «Машина времени», для записи соло гитары позвали Николая. В июле 2013 года Стравинский снимается в клипе группы Snow Patrol на песню The Lightning Strike. Примерно в то же время Николай выпускает свой первый экспериментальный сольный проект под названием Nikolay Stravinsky, сингл включает в себя всего три песни. Отличительная черта Nikolay Stravinsky от всего, что Николай делал до этого, это жанр композиций: они сочетают в себе смесь хип-хопа, диско и поп. В записи сингла принимали участие: Антон Сёмин из группы Ideя Fix, Давид «Птаха» Нуриев из группы Centr, Сергей Репин из «Фея Драже», «Ideя Fix» и Тимур Есетов из Anacondaz.
21 ноября 2013 года Николай принял участие в проекте «show MONICA. Мастер-класс» музыкального youtube канала showMONICA, где дал мастер класс по игре на гитаре. В конце года группа Ideя Fix позвала Николая для работы над своим синглом «Куадрилья Баллиста», для которого Стравинский записал два соло на гитаре.
Примерно полтора года Николай Стравинский ведёт работу над своим новым проектом под названием Selfieman, который будет полностью на английском: «Английский язык очень мелодичный, и мне кажется, очень подходит к данной концепции.» Название было выбрано всего за месяц до релиза альбома и получилось из слияния двух слов «selfie» и «mania». Альбом получил название «Transparent Things». При создании альбома значительное влияние на Стравинского произвела музыка группы Biffy Clyro. С февраля по апрель на студиях в Дюссельдорфе и Москве велась запись первого альбома. Почти вся музыка была записана Николаем у себя дома и на студии в Москве, в Дюссельдорфе были записаны барабаны, где-то переписан вокал и гитары.Все вокальные и инструментальные партии исполнил сам Николай, а все тексты написал его друг Дмитрий Лабзин. Оформлением обложки альбома занималась питерский дизайнер Софья Мироедова. Идею рисунка придумали Николай с Дмитрием.
...в текстах песен как раз идет речь о тех самых прозрачных вещах, на которые мы, возможно, не обращаем внимания, но которые, безусловно, присутствуют в нашей жизни. То же самое касается и обложки. Люди, какие бы они не были, счастливые, несчастные — они, в большинстве случаев, прикованы корнями к тому, чем занимаются. Возможно, они бы и хотели что-то поменять в своей жизни, но не могут на это решиться. Это те самые прозрачные вещи, которые мы не хотим замечать, но они являются неотъемлемой частью нашей жизни.Николай Стравинский
11 сентября на сайте YouTube выходит трейлер первого клипа. Песней для первого клипа была выбрана True, конкретно над ней Стравинский работал больше года. 15 сентября 2014 года на телеканале MTV состоялась премьера клипа на песню True, в этот же день сингл True вышел на цифровых платформах iTunes, Google Play и Amazon. Съёмки клипа проходили в апреле, в Исландии, и заняли три дня. Режиссёром и сценаристом клипа выступил Дражен Кульянин, шведский режиссёр, специализирующийся на съёмках клипов и короткометражек, а оператором выступила Анна Патаракина, ранее работавшая с группой Clean Bandit, именно она и выбрала будущего режиссёра. В клипе снялась шведская модель Hulda Vigdísardóttir. Позже сайт «Дни.ру» поставил этот клип в пятерку лучших клипов 2014 года. 10 октября 2014 года в интернет была выложена вторая песня с альбома под названием «The Stars Collide». 27 октября 2014 года на сайте SVOY.RU состоялась премьера альбома «Transparent Things». В декабре 2014 года сайт Colta.Ru поставил альбом «Transparent Things» на седьмое место в списке лучших российских альбомов месяца. 4 марта 2015 года на официальном youtube-канале выходит трейлер второго клипа группы на песню «Nothing I Can Do», а уже 13 марта и сам клип, съёмки которого проходили в Париже. Группа быстро набирает популярность, начинает давать концерты и принимает участие в таких летних фестивалях как «Доброфест».В концертный состав группы входили друзья Николая барабанщик Сергей Кивин и гитарист Евгений Ряховский из группы Animal ДжаZ, а также гитарист группы Sakura Алексей Ловягин. 12 февраля 2016 года выходит второй альбом группы Selfieman под названием Relative Time. В 2016 году Николай отказывается от полноценного состава музыкантов и начинает выступать в одиночку.

## Музыкальные инструменты
В настоящее время Николай играет на электрогитарах Gibson SG и Fender Telecaster, классической акустической гитаре Fender, использует тарелки фирмы Paiste. Использует ламповый стек таких фирм как Marshall или Mesa/Boogie. На концертах с группой «Тараканы!» пользовался процессором Boss. Микрофоны на сцене Shure SM58 или Shure Beta.

## Дискография

### Фея Драже
- 2006 — Demo
- 2009 — «Не думай, Не Повторяй — Просто Действуй»
- 2010 — «Месть/Ноль» (сингл)
- 2010 — «Danse de la Fée Dragée»

### Тараканы!
- 2013 — «MaximumHappy I»
- 2013 — «MaximumHappy II»
- 2014 — «Russian Democrazy» (релиз в США)
- 2014 — «MaximumHappy Live»
- 2016 — «Сила Одного»

### Nikolay Stravinsky
- 2013 — «Nikolay Stravinsky»

### Selfieman
- 2014 — «Transparent Things»
- 2016 — «Relative Time»
- 2017 — «Meanwhile In Russia»